# 1736 aux échecs
| Années des échecs : 1733 - 1734 - 1735 - 1736 - 1737 - 1738 - 1739    |
| Décennies des échecs : 1700 - 1710 - 1720 - 1730 - 1740 - 1750 - 1760 |

Cet article présente les faits marquants de l'année 1736 aux échecs.

## Divers
- Le jeune André Danican Philidor, alors enfant de chœur âgé de dix ans, remporte une partie face à un musicien de la cour réputé fort joueur. Il s’agit de la première trace écrite d’une victoire du futur champion[1].